# Dendrolycosa ornata
Espèce
Synonymes
- Nilus ornatus Berland, 1924

Dendrolycosa ornata est une espèce d'araignées aranéomorphes de la famille des Pisauridae.

## Distribution
Cette espèce est endémique de Nouvelle-Calédonie. Elle se rencontre sur Ouvéa.

## Description
La femelle holotype mesure 9 mm.

## Publication originale
- Berland, 1924 : Araignées de la Nouvelle-Calédonie et des îles Loyalty. Nova Caledonia. Zoologie, vol. 3, p. 159-255 (texte intégral).